# Justin Chenette
Justin Chenette là một chính khách người Mỹ đến từ Maine. Chenette, một đảng viên Dân chủ, đại diện cho Quận 31 tại Thượng viện Maine. Chenette đã làm nên lịch sử ở tuổi 21 khi trở thành nhà lập pháp trẻ nhất ở Maine, và hiện là một trong năm thành viên đồng tính công khai của Cơ quan lập pháp bang Maine.
Chenette cũng là nhà lập pháp đồng tính công khai trẻ nhất ở Hoa Kỳ. Nhờ vào điều này, tạp chí The Advocate đã gọi Chenette là "một kiến trúc sư của thập kỷ tiếp theo" và liệt kê ông trong số 40 nhà lãnh đạo thành công nhất dưới 40 tuổi trong cả nước vào năm 2013.

## Tuổi thơ và giáo dục
Chenette được sinh ra ở St. Albans, Vermont . Ông là con trai của Jennifer Minthorn và bác sĩ Steven Mark Chenette. Cha ông mất năm 2000 khi Chenette chín tuổi vì biến chứng của bệnh tiểu đường. Cha dượng của Chenette là Ủy viên Hội đồng Thành phố Saco, Alan Minthorn.
Chenette tốt nghiệp trung học tại Học viện Thornton ở Saco, Maine. Khi còn học trung học, Chenette là quản lý đài, nhà sản xuất điều hành, mỏ neo, phóng viên, và người dẫn chương trình TATV Channel 3 của Thornton Academy, đài truyền hình giáo dục của Saco. TATV là một trong những đài truyền hình giáo dục do sinh viên điều hành duy nhất trong cả nước. Tại nhà ga, Chenette đã tổ chức một chương trình về các vấn đề công cộng mà ông đã tạo ra, The Issue và đưa ra ba kết quả bầu cử trực tiếp. Tác phẩm của ông được Mạng lưới Truyền hình Sinh viên công nhận bằng cách vinh danh Chenette là Nhà báo Phát thanh Sinh viên của năm 2009.
Dựa trên những nỗ lực truyền thông của mình ở trường trung học, Chenette đã được chọn làm Học giả Báo chí Gannett trong hai năm liên tiếp vào năm 2009 và 2010. Sau khi thực tập tại WPFO FOX 23 ở Portland, Maine vào năm 2011, Chenette đã được mời làm việc với tư cách là trợ lý sản xuất buổi sáng của chương trình tin tức của họ, Good Day Maine.  Chenette đã làm việc để phát triển các phân khúc mới và đặt nhiều khách mời giải trí và thông tin cho chương trình. Ông cũng cập nhật trang web của FOX vào cuối tuần với tư cách là nhà sản xuất web.
Chenette tham gia các khóa học thông qua chương trình học sớm tại Đại học Saco và Đại học Nam Maine. Ông đã tốt nghiệp một học kỳ sớm từ Lyndon State College với bằng cử nhân phát thanh truyền hình, bằng liên kết về tin tức truyền hình và trẻ vị thành niên về khoa học chính trị và truyền thông đa phương tiện.

## Sự nghiệp
Năm 2008, Thống đốc John Baldacci bổ nhiệm Chenette vào Hội đồng Giáo dục Tiểu bang Maine, đưa ông trở thành thành viên sinh viên đầu tiên trong lịch sử của hội đồng quản trị ở tuổi 17. Trong nhiệm kỳ 16 tháng của mình, Chenette đã thúc đẩy chương trình giảng dạy về sự tham gia của công dân, một hệ thống chấm điểm phổ quát, tăng cường phòng chống ma túy và củng cố sự chênh lệch giáo dục giữa miền bắc và miền nam Maine. Chenette phục vụ trong Ủy ban tiếng nói sinh viên.
Vào tháng 5 năm 2012, Chenette đã được bầu tại Hội nghị Dân chủ Tiểu bang Maine với tư cách là đại biểu lớn cho Hội nghị Quốc gia Dân chủ 2012 tại Charlotte, Bắc Carolina. Chenette là một trong những thành viên trẻ nhất của phái đoàn Maine đến DNC.
Chenette từng là thực tập viên cho Thượng nghị sĩ đảng Cộng hòa Hoa Kỳ Olympia Snowe trước khi nghỉ hưu vào năm 2012.

## Hạ viện Maine

### Bầu cử năm 2012
Chenette tuyên bố lần đầu tiên ra mắt công sở vào năm 20 tuổi, khi ông vẫn còn học đại học, khi Đại diện Nhà nước đang ngồi Linda Valentino bị loại và tìm kiếm ghế Thượng viện. Ông tuyên bố ý định tranh cử vào vị trí Nhà nước mở tại Saco đang bị Đại diện lúc đó là bà Linda Valentino bỏ trống do giới hạn nhiệm kỳ. Ông phải đối mặt với một người thách đấu Dân chủ trong Bầu cử Sơ bộ tháng Sáu.
Chenette đã được bầu vào năm 2012 vào Hạ viện Maine sau khi giành được vị trí chính trong đảng Dân chủ cho ghế đối đầu với kẻ thách thức Sonya Lundh-Gay với 78% phiếu bầu, và sẽ giành chiến thắng trong cuộc tổng tuyển cử đối với người thách thức đảng Cộng hòa Roland Wyman với 60% phiếu bầu.

### Bầu cử năm 2014
Chenette đã không được ủng hộ trong cuộc bầu cử lại vào quận 15 mới được vẽ lại trong Bầu cử Sơ bộ tháng Sáu. Ông tiếp tục đối mặt với Chủ tịch đảng Cộng hòa Saco Carol Patterson trong cuộc Tổng tuyển cử thay thế ứng cử viên đảng Cộng hòa Frederick Fortier, người đã bỏ cuộc đua. Có nhiều tranh cãi xung quanh sự minh bạch của người thay thế ông khi chọn Patterson. Trong những gì nhiều người coi là một cuộc bầu cử làn sóng cho đảng Cộng hòa, Chenette đã giành chiến thắng trong cuộc bầu cử lại cao hơn hai điểm phần trăm so với cuộc bầu cử trước đó với 62% số phiếu.

### Ủy ban phân công và họp kín
- Ủy ban Tư pháp hình sự & An toàn công cộng (2014–nay) [20]
- Ủy ban nhà nước và chính quyền địa phương (2012-2014) [21]
- Họp đảng Thanh niên lập pháp, Đồng chủ tịch (2012–nay) [22]

## Lịch sử bầu cử
| Bầu cử sơ bộ Thượng viện Maine 2016 | Bầu cử sơ bộ Thượng viện Maine 2016 | Bầu cử sơ bộ Thượng viện Maine 2016 | Bầu cử sơ bộ Thượng viện Maine 2016 | Bầu cử sơ bộ Thượng viện Maine 2016 | Bầu cử sơ bộ Thượng viện Maine 2016 |
| Đảng                                | Đảng                                | Ứng cử viên                         | Số phiếu                            | %                                   | ±                                   |
| ----------------------------------- | ----------------------------------- | ----------------------------------- | ----------------------------------- | ----------------------------------- | ----------------------------------- |
|                                     | Dân chủ                             | Justin Chenette                     | 1,321                               | 56                                  |                                     |
|                                     | Dân chủ                             | Barry Hobbins                       | 1,042                               | 44                                  |                                     |

| Tổng tuyển cử Hạ viện Maine quận 15, 2014 | Tổng tuyển cử Hạ viện Maine quận 15, 2014 | Tổng tuyển cử Hạ viện Maine quận 15, 2014 | Tổng tuyển cử Hạ viện Maine quận 15, 2014 | Tổng tuyển cử Hạ viện Maine quận 15, 2014 | Tổng tuyển cử Hạ viện Maine quận 15, 2014 |
| Đảng                                      | Đảng                                      | Ứng cử viên                               | Số phiếu                                  | %                                         | ±                                         |
| ----------------------------------------- | ----------------------------------------- | ----------------------------------------- | ----------------------------------------- | ----------------------------------------- | ----------------------------------------- |
|                                           | Dân chủ                                   | Justin Chenette                           | 2,451                                     | 62                                        |                                           |
|                                           | Cộng hòa                                  | Carol Patterson                           | 1,508                                     | 38                                        |                                           |

| Tổng tuyển cử Hạ viện Maine quận 134, 2012 | Tổng tuyển cử Hạ viện Maine quận 134, 2012 | Tổng tuyển cử Hạ viện Maine quận 134, 2012 | Tổng tuyển cử Hạ viện Maine quận 134, 2012 | Tổng tuyển cử Hạ viện Maine quận 134, 2012 | Tổng tuyển cử Hạ viện Maine quận 134, 2012 |
| Đảng                                       | Đảng                                       | Ứng cử viên                                | Số phiếu                                   | %                                          | ±                                          |
| ------------------------------------------ | ------------------------------------------ | ------------------------------------------ | ------------------------------------------ | ------------------------------------------ | ------------------------------------------ |
|                                            | Dân chủ                                    | Justin Chenette                            | 3,074                                      | 60                                         |                                            |
|                                            | Cộng hòa                                   | Roland Wyman                               | 2,028                                      | 40                                         |                                            |

| Bầu cử sơ bộ Hạ viện Maine quận 134, 2012 | Bầu cử sơ bộ Hạ viện Maine quận 134, 2012 | Bầu cử sơ bộ Hạ viện Maine quận 134, 2012 | Bầu cử sơ bộ Hạ viện Maine quận 134, 2012 | Bầu cử sơ bộ Hạ viện Maine quận 134, 2012 | Bầu cử sơ bộ Hạ viện Maine quận 134, 2012 |
| Đảng                                      | Đảng                                      | Ứng cử viên                               | Số phiếu                                  | %                                         | ±                                         |
| ----------------------------------------- | ----------------------------------------- | ----------------------------------------- | ----------------------------------------- | ----------------------------------------- | ----------------------------------------- |
|                                           | Dân chủ                                   | Justin Chenette                           | 543                                       | 78                                        |                                           |
|                                           | Dân chủ                                   | Sonya Lundh-Gay                           | 154                                       | 22                                        |                                           |

## Đời tư
Chenette kết hôn với Eduard Chenette, một kỹ sư môi trường.
Chenette làm việc tại Journal Tribune, một tờ báo ở Biddeford, là giám đốc quảng cáo kỹ thuật số của họ. Ở đó, ông bắt đầu hai sáng kiến mới, JT CARES, một tổ chức từ thiện phi lợi nhuận của tờ báo và JT MEDIA, một bộ phận tiếp thị đầy đủ dịch vụ cung cấp một loạt các dịch vụ truyền thông mới cho các doanh nghiệp. Năm 2013, Chenette bắt đầu công việc kinh doanh nhỏ đầu tiên của mình, Chenette Media LLC, một công ty quan hệ công chúng đa phương tiện có trụ sở tại Saco. Trước đây ông làm việc tại Rocky Coast Marketing, một công ty quảng cáo và tiếp thị đầy đủ dịch vụ, với tư cách là phó chủ tịch truyền thông xã hội, chuyên về quản lý/tạo web, quan hệ truyền thông và tiếp cận truyền thông xã hội.